# Α-苯乙酰乙酸甲酯
α-苯乙酰乙酸甲酯是一种有机化合物，化学式为C11H12O3。它可由苯乙酸甲酯、苯甲酰丙酮或α-乙酰基苯乙腈为原料制得。它可以被硼氢化钠还原为α-(1-羟乙基)苯乙酸甲酯。2021年，中国国务院办公厅发文，将其列为易制毒化学品。